# Ogy-Montoy-Flanville
Ogy-Montoy-Flanville (Duits: Ogingen - Montingen- Flanheim)  is een gemeente in het arrondissement Metz in het Franse departement Moselle in de regio Grand Est. De gemeente is op 1 januari 2017 ontstaan door het samenvoegen van de gemeenten Montoy-Flanville en Ogy. Ogy-Montoy-Flanville telde op 1 januari 2022 1.792 inwoners.

## Geografie
De oppervlakte van Ogy-Montoy-Flanville bedroeg op 1 januari 2022 10,06 vierkante kilometer; de bevolkingsdichtheid was toen 178,1 inwoners per km².

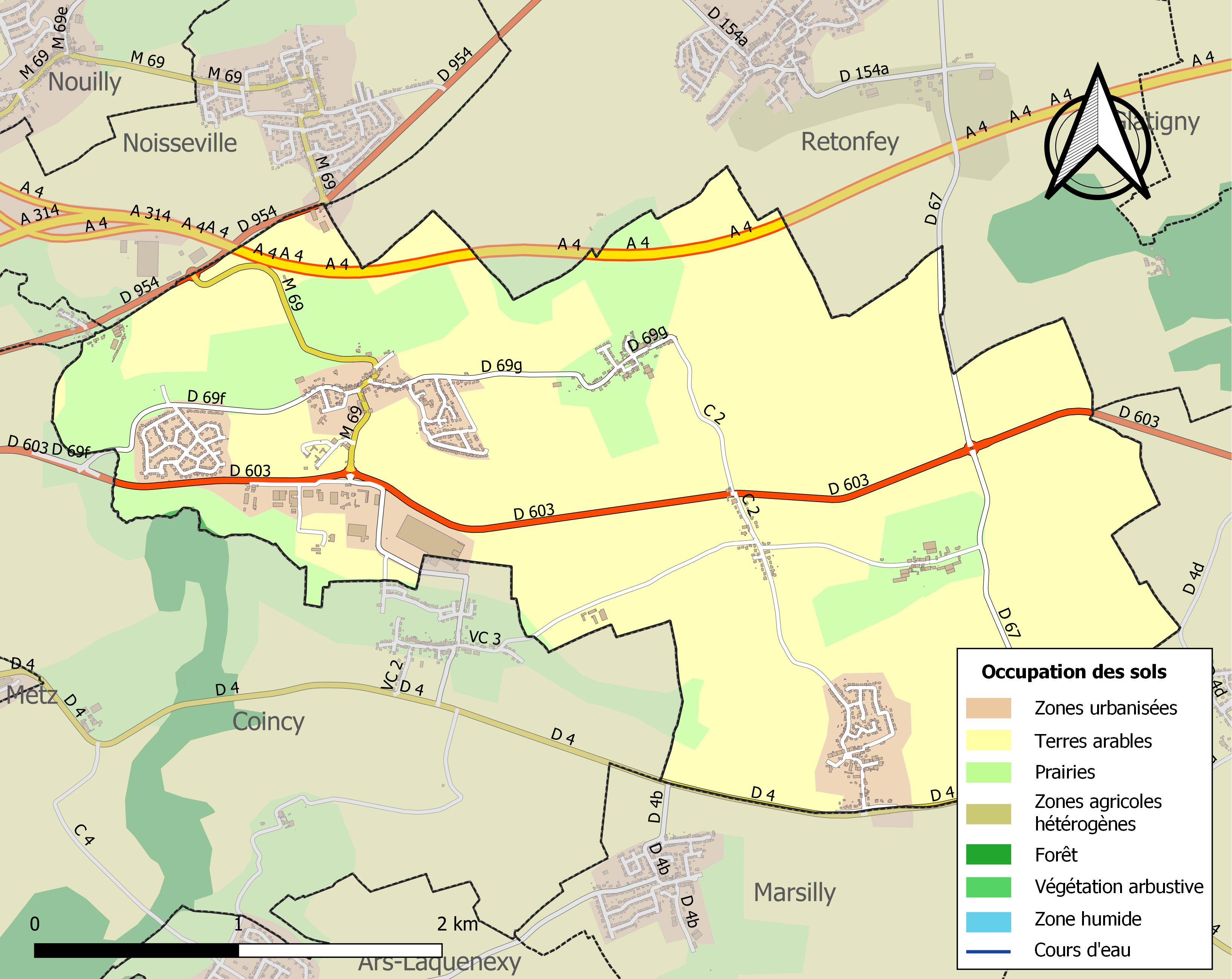
Kaart van de gemeente met de belangrijkste infrastructuur, bodemgebruik en omliggende gemeenten

Antilly · Argancy · Ars-Laquenexy · Ay-sur-Moselle · Bazoncourt · Burtoncourt · Chailly-lès-Ennery · Charleville-sous-Bois · Charly-Oradour · Chesny · Chieulles · Coincy · Colligny-Maizery · Courcelles-Chaussy · Courcelles-sur-Nied · Ennery · Les Étangs · Failly · Flévy · Glatigny · Hayes · Jury · Laquenexy · Maizeroy · Malroy · Marsilly · Mécleuves · Mey · Noisseville · Nouilly · Ogy-Montoy-Flanville · Pange · Peltre · Raville · Retonfey · Saint-Hubert · Saint-Julien-lès-Metz · Sainte-Barbe · Sanry-lès-Vigy · Sanry-sur-Nied · Servigny-lès-Raville · Servigny-lès-Sainte-Barbe · Silly-sur-Nied · Sorbey · Trémery · Vantoux · Vany · Vigy · Vry